# Alfred Stuiber
Alfred Stuiber (* 27. März 1912 in Roding; † 24. Juni 1981 in Bochum) war ein katholischer Kirchenhistoriker, Patrologe und Christlicher Archäologe.

## Leben
Alfred Stuiber war der Sohn des Gärtnereibesitzers Luitpold Stuiber und seiner Frau Kreszenz, geb. Zollner. Er besuchte das humanistische Gymnasium in Freising, legte 1933 das Abitur ab und studierte in Limburg, Eichstätt und Bamberg; dort wurde er am 23. Januar 1938 zum Priester geweiht. Kaplan war er in Neuhaus an der Pegnitz und Nürnberg. Seit 1940 diente er als Sanitätssoldat und geriet in sowjetische Kriegsgefangenschaft, aus der er im September 1945 entlassen wurde. Danach wurde er Pfarrvikar in Windsheim (Mittelfranken).
Im Frühjahr 1948 promovierte er an der Bonner Katholisch-Theologischen Fakultät mit der Arbeit Libelli Sacramentorum Romani. Untersuchungen zur Entstehung des sogenannten Sacramentarium Leonianum. Die Habilitation erfolgte am 28. Mai 1952 aufgrund der Arbeit Refrigerium interim. Die Vorstellungen vom Zwischenzustand und die frühchristliche Grabeskunst.
Nach weiterer Seelsorgsarbeit in Eckenhaid in der Nähe von Erlangen widmete er sich seit 1953 in Bonn einer wissenschaftlichen Laufbahn. 1958 wurde er zum außerplanmäßigen Professor ernannt; im selben Jahr gründete er mit Theodor Klauser und Eduard Stommel das Jahrbuch für Antike und Christentum.
Im Jahr 1959 übertrug ihm Berthold Altaner die Fortführung der von Gerhard Rauschen begründeten, dann von Joseph Wittig und danach von ihm bearbeiteten Patrologie; 1960 erschien die 6., noch wenig veränderte Auflage, 1966 die völlig neugestaltete 7., 1978 eine erweiterte 8., welche 1980 nachgedruckt wurde.
1963 wurde Stuiber auf den Lehrstuhl für Alte Kirchengeschichte an der neu gegründeten Ruhr-Universität Bochum berufen, emeritiert wurde er mit dem Ende des Wintersemesters 1979/80.